# Tennis in the Land
Il Tennis in the Land, conosciuto anche come Cleveland Ladies Open è un torneo professionistico femminile di tennis giocato sul cemento del Jacobs Pavilion di Cleveland, negli Stati Uniti d'America. Si disputa annualmente dal 2021, è uno dei tornei di preparazione agli US Open e fa parte della categoria WTA 250.

## Albo d'oro

### Singolare
| Anno | Categoria | Campionessa         | Finalista              | Punteggio     |
| ---- | --------- | ------------------- | ---------------------- | ------------- |
| 2021 | WTA 250   | Anett Kontaveit     | Irina-Camelia Begu     | 7–6(5), 6–4   |
| 2022 | WTA 250   | Ljudmila Samsonova  | Aljaksandra Sasnovič   | 6–1, 6–3      |
| 2023 | WTA 250   | Sara Sorribes Tormo | Ekaterina Aleksandrova | 3–6, 6–4, 6–4 |
| 2024 | WTA 250   | McCartney Kessler   | Beatriz Haddad Maia    | 1-6, 6-1, 7-5 |
| 2025 | WTA 250   |                     |                        |               |

### Doppio femminile
| Anno | Categoria | Campionesse                          | Finaliste                            | Punteggio           |
| ---- | --------- | ------------------------------------ | ------------------------------------ | ------------------- |
| 2021 | WTA 250   | Shūko Aoyama Ena Shibahara           | Christina McHale Sania Mirza         | 7–5, 6–3            |
| 2022 | WTA 250   | Nicole Melichar-Martinez Ellen Perez | Anna Danilina Aleksandra Krunić      | 7–5, 6–3            |
| 2023 | WTA 250   | Miyu Katō Aldila Sutjiadi            | Nicole Melichar-Martinez Ellen Perez | 6–4, 6(4)–7, [10–8] |
| 2024 | WTA 250   | Cristina Bucșa Xu Yifan              | Shūko Aoyama Eri Hozumi              | 3-6, 6-3, [10-6]    |
| 2025 | WTA 250   |                                      |                                      |                     |